# Underworld: Rise of the Lycans
Underworld: Rise of the Lycans är en amerikansk film från 2009 och den tredje filmen i Underworld-serien. Tidsmässigt utspelar den sig dock före föregångarna.
Filmen handlar om lykanen (varulven) Lucian (Michael Sheen), den första varulv som har förmågan att växla skepnad mellan människa och varg. Lucian är, som alla av hans sort, slavar under sina härskare vampyrerna. Lucian tillhör en viss äldste vid namn Victor (Bill Nighy). Rise of the Lycans är en emotionell och actionfylld fantasyfilm om absolut förbjuden och rent av dödlig kärlek, uppror mot överhögheten och blodig hämnd.

## Rollista (urval)
- Bill Nighy - Viktor
- Michael Sheen - Lucian
- Rhona Mitra - Sonja